# El Viejo
El Viejo ist eine kleine Stadt und ein Municipio im mittelamerikanischen Staat Nicaragua, die ca. 7 km von Chinandega entfernt ist.

## Geografische Einordnung
Die Pazifikküste ist das dichtest besiedelte Gebiet Nicaraguas. Der vulkanische Boden ist fruchtbar. In der Kolonialzeit war El Viejo ein Subzentrum von Nicaragua.

## Landwirtschaft
Im ausgedehntesten Municipio von Chinandega werden Bananen, Erdnüsse, Zuckerrohr und Sesam angebaut, zudem wird Garnelenzucht in geringerem Umfang betrieben. Die landwirtschaftlichen Aktivitäten leisten einen wesentlichen Beitrag zum BIP.

## Küche
Heute ist El Viejo bekannt für seine Vielfalt der Küche. Ihre Spezialitäten sind Rosquillas, Cajetas und Bjillos aus Milch. Endemisch gibt es dort die Toncua, welche der Papaya ähnelt und ortsüblich mit Honig gegessen wird.

## Basilika der Unbefleckten Empfängnis Mariens
Aus dem 17. Jahrhundert stammt die Basilika der Unbefleckten Empfängnis Mariens, die im Rang einer Basilica minor steht. In der Kirche ist eine reichhaltige Ausstattung erhalten, darunter ein Taufstein von 1560.
Zur Herkunft des Marienbildnis wird berichtet, dass Fray Pedro de Zepeda y Ahumada, ein leiblicher Bruder der heiligen Teresa von Ávila, mit seinem Schiff von einem Sturm 1562 in den Hafen von Realejo getrieben wurde. Dieses Bildnis wurde von der Bevölkerung sehr bewundert und so verabschiedete sie sich traurig, als de Zepeda y Ahumada weitersegeln wollte. Ein weiterer Sturm zwang jedoch das Schiff zur Umkehr, deshalb entschied sich Fray Pedro de Zepeda y Ahumada, das Bild in El Viejo zu lassen, was er als den Willen Gottes ansah. So wurde ein Wallfahrtsort begründet. Der Schmuck, der das Bildnis verziert, wird jeweils am 6. Dezember im Rahmen einer Andacht gereinigt.